# Abdellah Ezbiri
 (mai 2019).
Abdellah Ezbiri (né en 1986) est un kickboxeur français. Il est champion du monde de la International Sport Kickboxing Association (ISKA) de K-1 Rules et champion européen super-légers WKN (en) en K-1 Rules. Au 1er novembre 2018, il est classé au 7e rang mondial des poids plume par le site Combat Press.  

## Biographie et carrière
Abdellah Ezbiri est un kickboxeur professionnel français d’origine marocaine et membre de l'équipe de France de Kick-boxing. Il obtient plusieurs titres, dont celui de champion de France à trois reprises. Il est également champion d'Europe et du monde dans la discipline.  Il s'entraîne chez Team Ezbiri, Fighters 69 à Lyon, avec son entraîneur et frère Fouad Ezbiri.
Le 7 mai 2011, au cours de la réunion de promotion Fight Zone 5, Abdellah Ezbiri devient champion d'Europe des super légers WKN K-1 moins de 65 kg, après avoir battu l'Italien Salvatore Zappulla par KO au 3e tour.
Le 14 avril 2012, ilobtient un match nul contre Samir « Petit Prince » Mohamed par décision à la Fight Zone 6.
Il participe au Glory 8: Tokyo - Slam 65 kg 2013 à Tokyo, le 3 mai 2013 s'inclinant face à Gabriel Varga à la suite d'une décision unanime en quarts de finale,,.
Il participe à la 20e nuit des champions qui se déroule à Marseille le 23 novembre 2013. Combattant dans la catégorie des moins de 68,5 kg, il affronte en demi-finale Charles François, victoire aux points, avant de perdre face à Bruce Codron en finale,.

## Titres et accomplissements
Titres en professionnel : 
- 2017 : Nuit Des Champions : Champion K-1 Rules (66,000 kg)
- 2017 : Glory Featherweight Contender : Vainqueur du tournoi pour désigner l'aspirant au titre
- 2017 : I.S.K.A. : Champion du monde (67,000 kg)
- 2016 : Kunlun Fight : Finaliste du tournoi (65,000 kg)
- 2014 : NDC K-1 Rules : Finaliste du tournoi 70,000 kg)[13],[14]
- 2013 : NDC K-1 Rules : Finaliste du tournoi  (68,500 kg)
- 2013 : I.S.K.A. K-1 Rules : Champion du monde (67,000 kg)
- 2013 : Krush Grand Prix[15] : Finaliste du tournoi (67,000 kg)
- 2012 : Nuit des Champions[16] : Champion K-1 Rules (67,000 kg)
- 2011 : F-1 World MAX Tournament Champion (65,000 kg)
- 2011 : W.K.N.[4] K-1 Rules : Champion d'Europe en super-légers (66,700 kg)
- 2009 : F.F.S.C. : Champion de France K-1 Rules (67,000 kg)
- 2008 : Champion de France K-1 Rules
- 2007 : F.F.K.B. : Champion de France K-1 Rules Classe B

Titres en amateur :
- 2010 : SportAccord : Jeux mondiaux des sports de combat, kick-boxing - low-kick, Pékin, Chine  (−67 kg)
- 2009 : W.A.K.O. Championnat du monde de kick-boxing - Low-Kick, Villach, Autriche  (−67 kg)